# Soyuz 7K-L1
Soyuz 7K-L1 là một tàu vũ trụ có người lái được giới thiệu bởi Sergey Korolev vào năm 1960. Soyuz 7K-L1 được dự kiến sẽ mang con người bay một vòng quanh Mặt Trăng trước khi trở về Trái Đất vào khoảng năm 1964. Soyuz 7K-L1 sau này biến đổi trở thành Soyuz A vào năm 1963 và được bay dưới phiên bản Soyuz 7K-L1 (Zond) trong khoảng giai đoạn 1967 – 1970.